# 자메이카이구아나
자메이카이구아나(Jamaican iguana)는 흔히 콜리이구아나(Colley's iguana)라고도 알려진 이구아나과에 속하는 도마뱀의 대형 종이다. 자메이카 고유종이고, 1948년에서 1990년 사이에 멸종된 것으로 간주될 정도로 심각한 멸종위기에 처해 있다. 한때 자메이카 전역과 연안의 섬인 그레이트고트섬과 리틀고트섬에서 발견되었지만 현재는 헬셔 힐스의 숲에 국한되어 있다.

## 어원학
구체적인 이름인 콜리(Collei)는 콜리(Colley)라는 누군가를 기리기 위한 이름이다. 1845년에 이 종을 처음 묘사한 존 에드워드 그레이는 이 종을 "콜리이구아나"라고 불렀다. 그레이는 콜리가 누구인지 더 이상 구체적으로 밝히지 않았다.

## 해부학 및 형태학

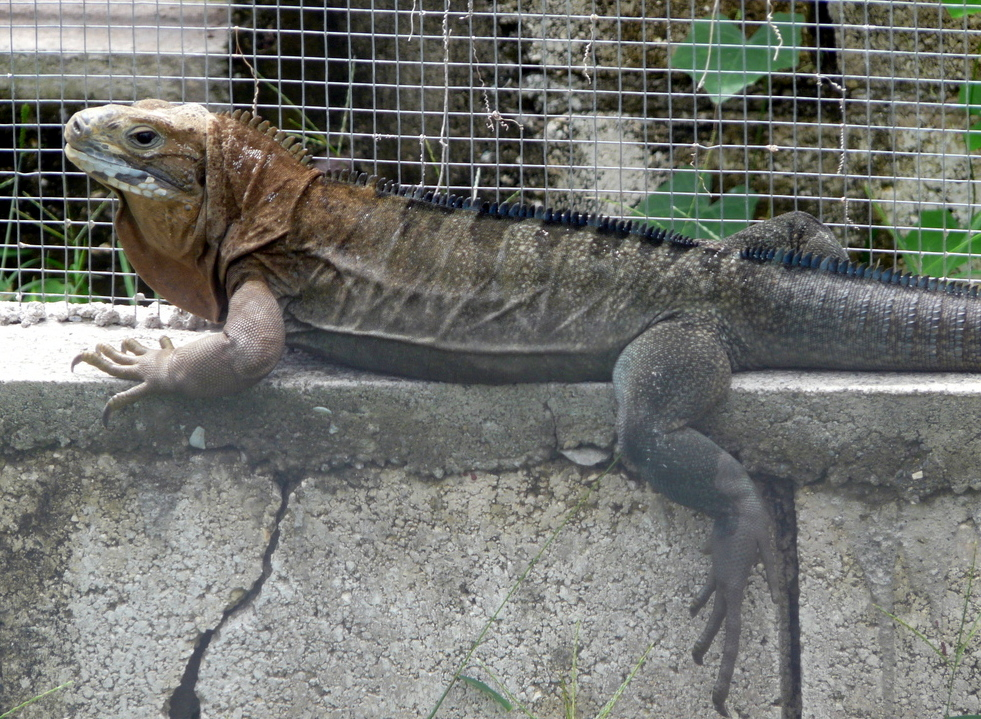
자메이카이구아나

자메이카이구아나는 크고 무거운 몸을 가진 도마뱀으로, 주로 녹색에서 짠 파란색으로 어깨에 짙은 올리브-녹색 색을 띠고 있다. 세 개의 어두운 넓은 셰브론이 목덜미부터 동물 등의 꼬리까지 뻗어 있으며 짙은 올리브-갈색 지그재그 반점이 있다. 등쪽 볏 비늘은 몸보다 다소 밝은 청록색이다. 몸 표면은 노란색 얼룩덜룩한 색으로 얼룩져 있으며 작은 반점 그룹으로 나뉜다. 야생 개체, 특히 둥지를 튼 암컷은 헬셔 힐스 지역의 거친 제강 토양을 파낸 후 종종 짙은 적갈색으로 나타난다.
자메이카이구아나는 자메이카에 서식하는 육상 동물 중 두 번째로 큰 동물로, 자메이카보아의 몸무게만 더 나간다. 수컷은 2kg 이상, 428mm까지 자랄 수 있는 반면 암컷은 378mm까지 약간 더 작다. 수컷은 허벅지 아래쪽에 페로몬을 방출하는 데 사용되는 큰 대퇴공도 가지고 있다. 암컷의 기공은 더 작고 등쪽 볏이 수컷만큼 높지 않아 성적으로 다소 이형적이다.

## 분포
1688년 자메이카를 방문한 의사이자 식물학자인 한스 슬로안 경은 한때 자메이카 전역에서 이구아나가 흔했다고 말한다. 자메이카이구아나는 쥐와 뱀 방제의 한 형태로 작은아시아몽구스가 도입된 후 헬셔 힐스 근처의 고트섬에만 존재하는 것으로 추정되기 전인 19세기 후반에 급격히 쇠퇴했다.
자메이카이구아나는 1948년에 멸종된 것으로 추정되었고, 1970년에 죽은 성체 표본이 발견되었다. 이 종은 1990년 8월 헬셔 힐스에서 돼지 사냥꾼 에드윈 더퍼스의 개에 의해 살아있는 성체 수컷 이구아나가 빈 통나무로 쫓기면서 재발견되었다. 이 개가 그곳에 도착했을 때 이 개는 동물에게 부상을 입혔지만 호프 동물원으로 옮겨진 것은 이구아나였다. 얼마 지나지 않아 남은 개체군이 발견되었고, 헬셔 힐스 지역은 자메이카에서 유일하게 이구아나가 발견되는 지역이다. 이구아나는 흩어져 있는 개체들로 구성된 두 개의 밀집된 개체군으로 분류된다. 한때 이 섬에 널리 퍼져 있었지만 지금은 세인트캐서린구의 건조하고 바위가 많은 석회암 숲 지역에서만 발견된다. 1990년에 재발견되기 전에는 1940년 자메이카 연안의 고트섬에서 마지막으로 이구아나가 살아 있는 모습이 목격되었다.

## 먹이
모든 바위이구아나 종과 마찬가지로 자메이카이구아나는 주로 초식성으로 100여 종의 다양한 식물 종의 잎, 꽃, 과일을 먹는다. 이 식단에는 달팽이와 같은 곤충과 무척추동물이 거의 보충되지 않는다. 그러나 이들은 무척추동물이 서식하는 잎을 섭취하는 동안 우연히 먹을 수 있다.

## 보존

### 멸종위기 현황
자메이카이구아나는 1948년에 멸종된 것으로 추정되었다. 1990년 재발견된 후 한 연구에 따르면 "세계에서 가장 희귀한 도마뱀"의 생존자는 50마리에 불과했다. IUCN은 이를 멸종위기종으로 지정하고 있다.

### 감소 원인
자메이카이구아나의 개체 수 감소의 유일한 직접적인 원인은 작은아시아몽구스가 뱀 방제의 한 형태로 도입되었기 때문일 수 있다. 몽구스는 부화하는 이구아나를 주요 먹이원으로 의존하게 되었고, 헤드스타트 시설과 야생 몽구스 퇴치를 위한 프로그램이 제안되었다.
현재 동물의 존재에 대한 가장 큰 위협은 더 이상 몽구스의 확산이 아니라 숯 산업에서 비롯된 것이다. 숯 버너는 숯을 만들기 위해 헬셔 힐스의 경목 나무에 의존한다. 이곳이 이구아나의 주요 피난처이기 때문에 버너는 이구아나를 보호하는 연구팀을 위협하고 있다.

### 복구 노력
미국 내 12개 동물원으로 구성된 컨소시엄이 야생에서 가져온 알과 부화를 사육하는 데 사용되는 호프 동물원의 헤드스타트 시설을 기부하고 건설했다. 이러한 환경의 안전성 내에서 야생에서 생존할 수 있을 만큼 충분히 커질 때까지 사육되며 몽구스와 같은 포식자는 더 이상 위협이 되지 않으며, 이 과정을 "헤드스타트"라고 한다. 헤드스타트 시설은 또한 표본이 공개되기 전에 건강 검진을 수행다. 이 건강 검진은 종의 정상적인 생리학적 가치를 기준으로 삼고, 개체군을 위협할 수 있는 기생충, 질병 등으로 인한 잠재적 미래 문제를 식별하는 데 사용되었다.
2006년 8월, 인디애나폴리스 동물원에서 자메이카이구아나 22마리가 부화하면서 미국 내 사육 개체 수가 두 배로 증가하였다. 이는 자메이카 외 지역에서 처음으로 성공한 사육 번식 및 부화 사례였다.
2021년 평가에 따르면, 현재 성체 개체 수는 약 500~600마리로 추정되며, 이 종의 회복 가능성은 높은 것으로 평가된다.